# UFC on Fox: Shevchenko vs. Peña
UFC on Fox: Shevchenko vs. Peña (também conhecido como UFC on Fox 23) é um evento de artes marciais mistas promovido pelo Ultimate Fighting Championship que será realizado no dia 28 de janeiro 2017, no Pepsi Center, em Denver, Colorado.

## Background
Uma potencial eliminatória pela próxima desafiante ao Cinturão Peso Galo Feminino do UFC entre a multicampeã mundial de muay thai, Valentina Shevchenko, e a vencedora do The Ultimate Fighter: Team Rousey vs. Team Tate no peso-galo, Julianna Peña, é esperada para servir como o combate principal do evento.
Uma luta no peso-galo entre Raphael Assunção e Aljamain Sterling foi originalmente reservada para o UFC Fight Night: Lewis vs. Abdurakhimov. No entanto, Sterling retirou-se dela devido a uma lesão não revelada. A luta, mais tarde, foi remarcada para este evento.
Yancy Medeiros era esperado para enfrentar Li Jingliang no evento. No entanto, no início de janeiro, Medeiros retirou-se da luta por razões não reveladas, e foi substituído pelo novato na organização, Bobby Nash.
Uma luta no peso-médio entre o ex-Campeão Peso Médio do Bellator, Hector Lombard, e Brad Tavares, foi prevista para ocorrer neste evento, mas foi cancelada em 10 de janeiro devido a razões não reveladas.
Uma semana antes do evento, o recém-chegado na promoção, John Phillips, foi removido de sua luta no peso-meio-pesado contra Marcos Rogério de Lima, e foi substituído pelo também estreante Jeremy Kimball. No momento da pesagem, De Lima ficou com 209,5 libras (95 kg), acima do limite dos meio-pesados, de 205 lbs (93 kg). Como resultado, De Lima foi multado em 20% de sua bolsa, que irá para Kimball, e a luta irá prosseguir como prevista, mas em peso-casado.

## Bônus da Noite
Os lutadores receberam $50.000 de bônus
- Luta da Noite: Não houve lutas premiadas.
- Performance da Noite:  Valentina Shevchenko,  Jorge Masvidal,  Francis Ngannou e  Jason Knight